# سيويون
السِّيوِيُّون هم مجموعة عرقية أمازيغية يقطنون منطقة سيوة وهي واحة تقع بالشمال الغربي لمصر وتبعد ببضع عشرات الكلمترات عن الحدود مع ليبيا. يتكلم السيويون اللغة السيوية وهي لغة أمازيغية. وبشكل عام فإن السيويين يتقنون اللغة العربية بلهجتها المصرية والسيوية في نفس الوقت. لا يوجد إحصاء حول تعدادهم. السيويون يعتنقون الدين الإسلامي.